# 宇文虯
宇文虯（？—？），字樂仁，代郡武川镇（今内蒙古自治区呼和浩特市武川县）人，北魏、西魏官員。

## 生平
宇文虯生性骁勇强悍，有胆略，年少時就從軍征討，屡立战功。北魏永安年間，宇文虯出任征虜將軍、中散大夫，加都督。魏孝武帝元修初年，宇文虯隨同獨孤信在荊州，于下溠戍击败南梁军队，最终平定欧阳、酇城，宇文虯俘获很多，他又攻破南陽、廣平二城，生擒一个太守，以功加安西將軍、銀青光祿大夫、員外、直閤將軍、閤內都督，封南安縣侯，食邑九百戶。魏孝武帝西迁关中，独孤信出任行台，獨孤信就引荐宇文虯為帳內都督。击败東魏的田八能、生擒荊州刺史辛纂，宇文虯都有很多功劳，不久宇文虯跟隨獨孤信投奔南梁。
大統三年（537年），宇文虯回到長安，西魏朝廷议论宇文虯前后的功劳，增加食邑四百戶，進爵為南安縣公。生擒竇泰、收复弘農、沙苑、河橋之戰，宇文虯都立下战功，增加食邑八百戶，進車騎將軍、左光祿大夫。大統七年（541年），宇文虯出任漢陽郡太守，又跟随獨孤信討伐梁仚定，将他平定。大統十一年（546年），宇文虯出任南秦州刺史，加車騎大將軍、儀同三司，又進驃騎大將軍、開府儀同三司，追論斬辛纂之功再增食邑一千戶。大統十七年（551年），宇文虯和大將軍王雄討平上津、魏興、在白馬和武陵王蕭紀部将楊乾運交战，将他击败。宇文虯每次上阵，必定身先士卒，所以军队上下同心，战无不胜。西魏废帝元年（552年）八月，安康人黄众宝反叛西魏，进攻魏兴郡，俘虏太守柳桧，宇文泰派遣宇文虯和王雄讨伐平定。宇文虯很快出任金州刺史，晋位大將軍，之后因病死去。

## 延伸阅读
[在维基数据编辑]
 《周書·卷29》，出自令狐德棻《周書》
 《北史·卷066》，出自李延壽《北史》